# トライノーツ
トライノーツ株式会社は、かつて存在した日本の企業で、NTTドコモのモバイルネットワーク網を利用した音楽配信サービスの運用・支援を行っていた。

## 概要
2000年2月にドコモPHS・FOMAに対して音楽配信サービスを行う新会社としてエアメディア株式会社を、NTTドコモ51%、松下通信工業49%の出資で発足。2001年1月15日にPHSを利用した音楽配信サービス「M-stage music」を開始するにあたって、同月12日に第三者割当増資を実施され、新たにソニーと伊藤忠商事が株主に加わったことにより、社名を「トライノーツ」に変更。トライノーツの意味は"3つの音符"であった。松下通信工業製のM-stage music専用のPHS端末Picwalk P711mがサービス開始と同時にリリースされ、同年4月にはシャープ製の音声通話が可能な端末Picwalk SH712mが発売された。しかし、2004年5月に事業環境の変化を理由に解散が発表され、同年12月に清算が完了した。